# Медаль Бриллиантового юбилея королевы Елизаветы II
Медаль Бриллиантового юбилея королевы Елизаветы II — юбилейная государственная медаль Великобритании и стран Содружества.

## История и описание
Учреждена в 2012 году по случаю празднования 60-летия восшествия на трон королевы Елизаветы II.
Имеется три варианта медали.
Первый вариант, выпущен в Великобритании тиражом 450 000 экземпляров. Дизайн разработан каллиграфом Тимоти Ноадом. На аверсе медали изображен профиль Королевы увенчанный тиарой. По краю медали помещена латинская надпись — ELIZABETH II DEI GRATIA REGINA FID DEF («Елизавета II Милостью Божией Королева, Защитница Веры»). На реверсе помещено изображение шестигранного бриллианта с королевским вензелем и цифрами 1952 и 2012.
Вариант для Канады разработан Канадским Королевским монетным двором и выпущен тиражом 60 000 экземпляров. На аверсе медали изображен профиль Королевы увенчанный короной. По краю медали помещена латинская надпись — ELIZABETH II DEI GRATIA REGINA • CANADA («Елизавета II Милостью Божией Королева • Канада»). На реверсе помещено изображение бриллиантового щита с наложенным королевским вензелем. Под щитом помещены четыре кленовых листа и лента с датами 1952 и 2012. Слева и справа в нижней части щита помещена латинская надпись — VIVAT REGINA («Да здравствует королева»).
Третий вариант изготовлен для стран Карибского бассейна: Антигуа и Барбуда, Багамские Острова, Барбадос, Гренада, Ямайка, Сент-Китс и Невис, Сент-Люсия и Сент-Винсент и Гренадины. Рисунок на аверсе медали повторяет изображение Королевы на первом варианте, но имеет английскую надпись — DIAMOND JUBILEE HM QUEEN ELIZABETH II («Бриллиантовый Юбилей ЕВ Королевы Елизаветы II»). На реверсе помещено изображение королевского вензеля с большой королевской короной. Над короной надпись - CARIBBEAN REALMS («Карибские Королевства»), а под шифром расположены даты 1952-2012. 
 Лента используемая в канадском и британском варианте медали имеет красный цвет с двумя узкими белыми полосами в центре и двумя синими полосами по бокам. 
Лента медали для стран Карибского бассейна повторяет эти цвета, но имеет чёрную полосу между двумя узкими белыми полосами в центре.
Примечательно, что ряд стран Содружества, к примеру Австралия и Новая Зеландия, не выпустили собственную медаль.